# Rotkäppchen Sektkellerei
Die Rotkäppchen Sektkellerei GmbH mit Sitz in Freyburg/Unstrut ist der Hersteller der seit 1894 vertriebenen Sektmarke Rotkäppchen.
Im Jahr 2002 übernahm Rotkäppchen von der kanadischen Seagram-Gruppe die Marken Mumm, Jules Mumm und MM Extra sowie die Sektkellereien in Eltville am Rhein und Hochheim am Main. Die neu geschaffene Unternehmensgruppe tritt seither als Rotkäppchen-Mumm auf. Rotkäppchen wird häufig als Beispiel für erfolgreiche ostdeutsche Unternehmen genannt.

## Geschichte

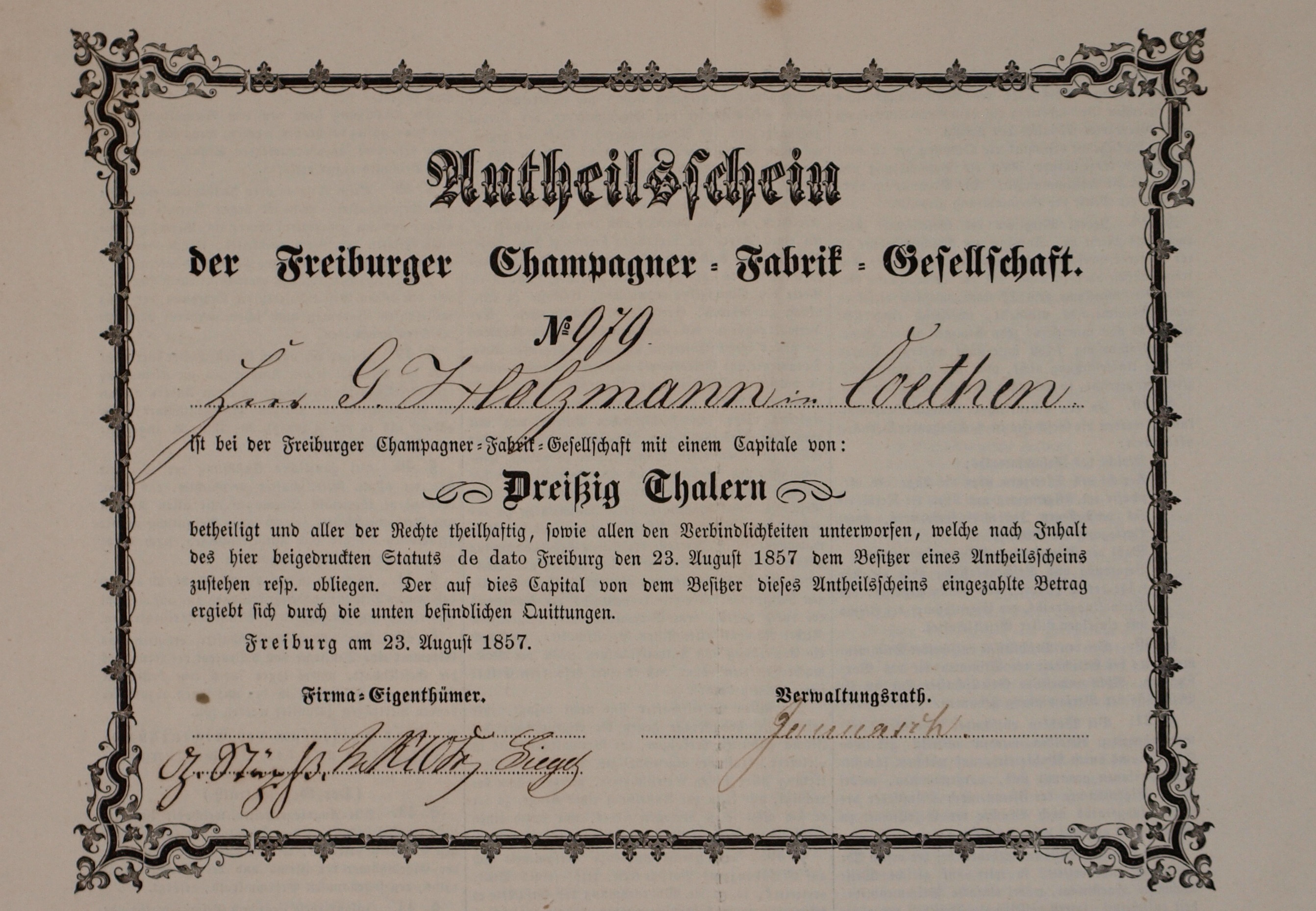
Anteilschein der Freiburger Champagner-Fabrik-Gesellschaft

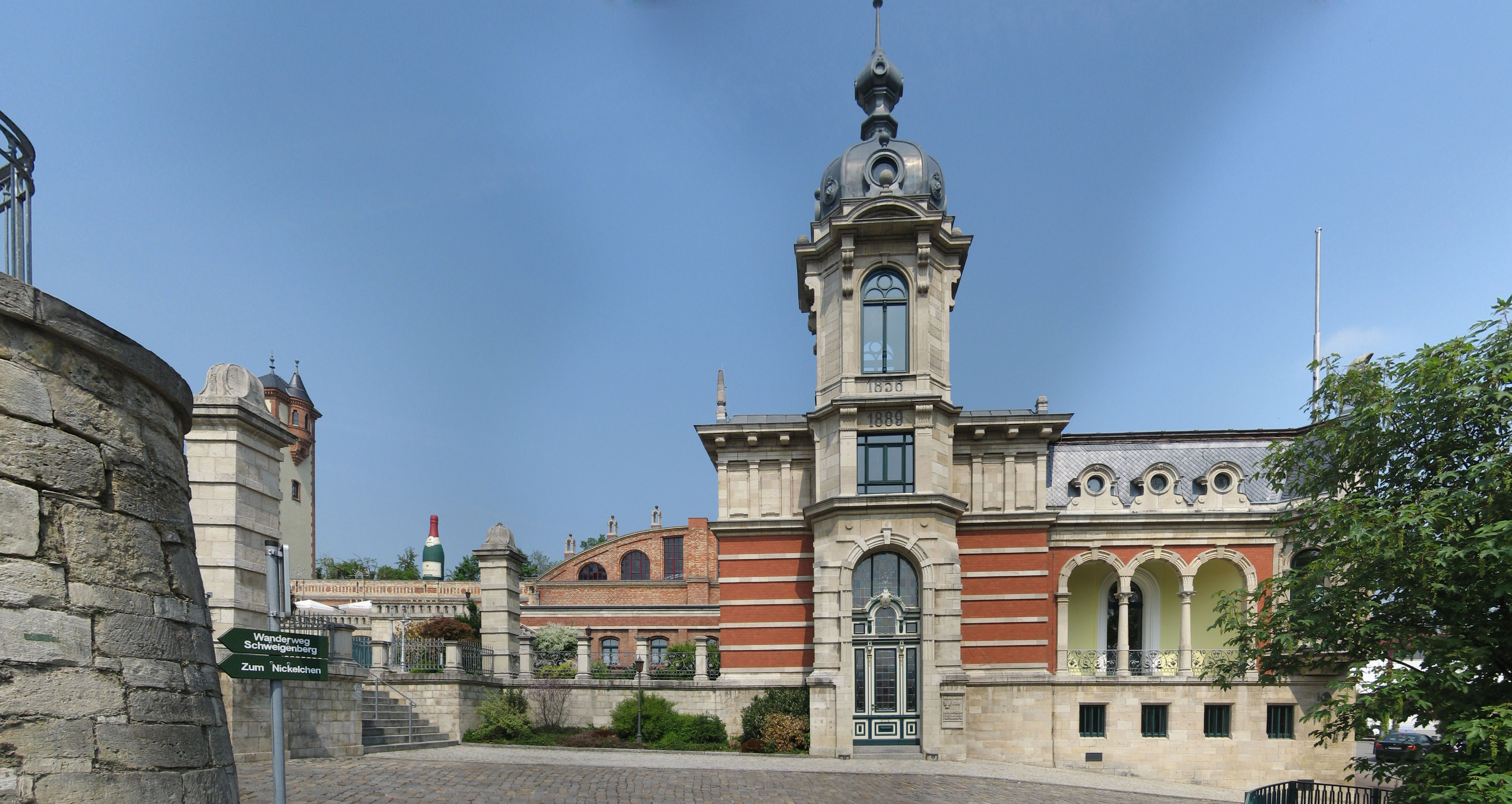
Historisches Hauptgebäude der Rotkäppchen-Sektkellerei

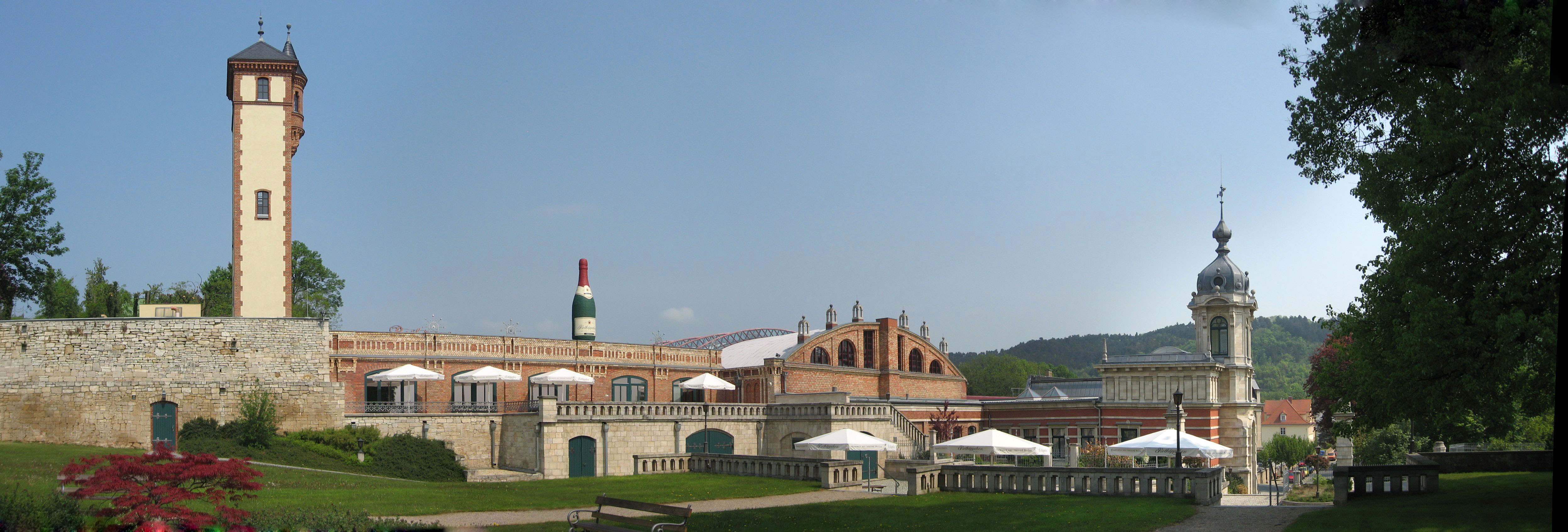
Ansicht der Rotkäppchen Sektkellerei

Am 26. September 1856 gründeten die beiden Brüder Moritz und Julius Kloss gemeinsam mit ihrem Freund Carl Foerster die Weinhandlung Kloss und Foerster. Im August desselben Jahres hatten sie sich bereits an der Gründung der ersten Freyburger Champagner-Fabrik-Gesellschaft beteiligt. Deshalb reifte im Winter des ersten Geschäftsjahres der Entschluss, neben dem Weingeschäft auch eine Champagner-Fabrik zu errichten. Unter Leitung des erfahrenen Kellermeisters Lewalder wurde von Kloss & Foerster Sekt produziert. Die ersten 6.000 Flaschen wurden in einer Wohnung im Hinterhaus der Familie Kloss abgefüllt. Als Julius Kloss am 17. Juni 1858 seine Verlobte Emma Gabler heiratete, wurde die erste Flasche mit Sekt des Unternehmens Kloss & Foerster geöffnet. 1861 stellte man den Sekt erstmals auf der Thüringischen Gewerbeausstellung in Weimar der Öffentlichkeit unter den Namen „Monopol“, „Crémant Rosé“, „Lemartin Frères“ und „Sillery Grand Mousseux“ vor.

### Der Name Rotkäppchen-Sekt entsteht

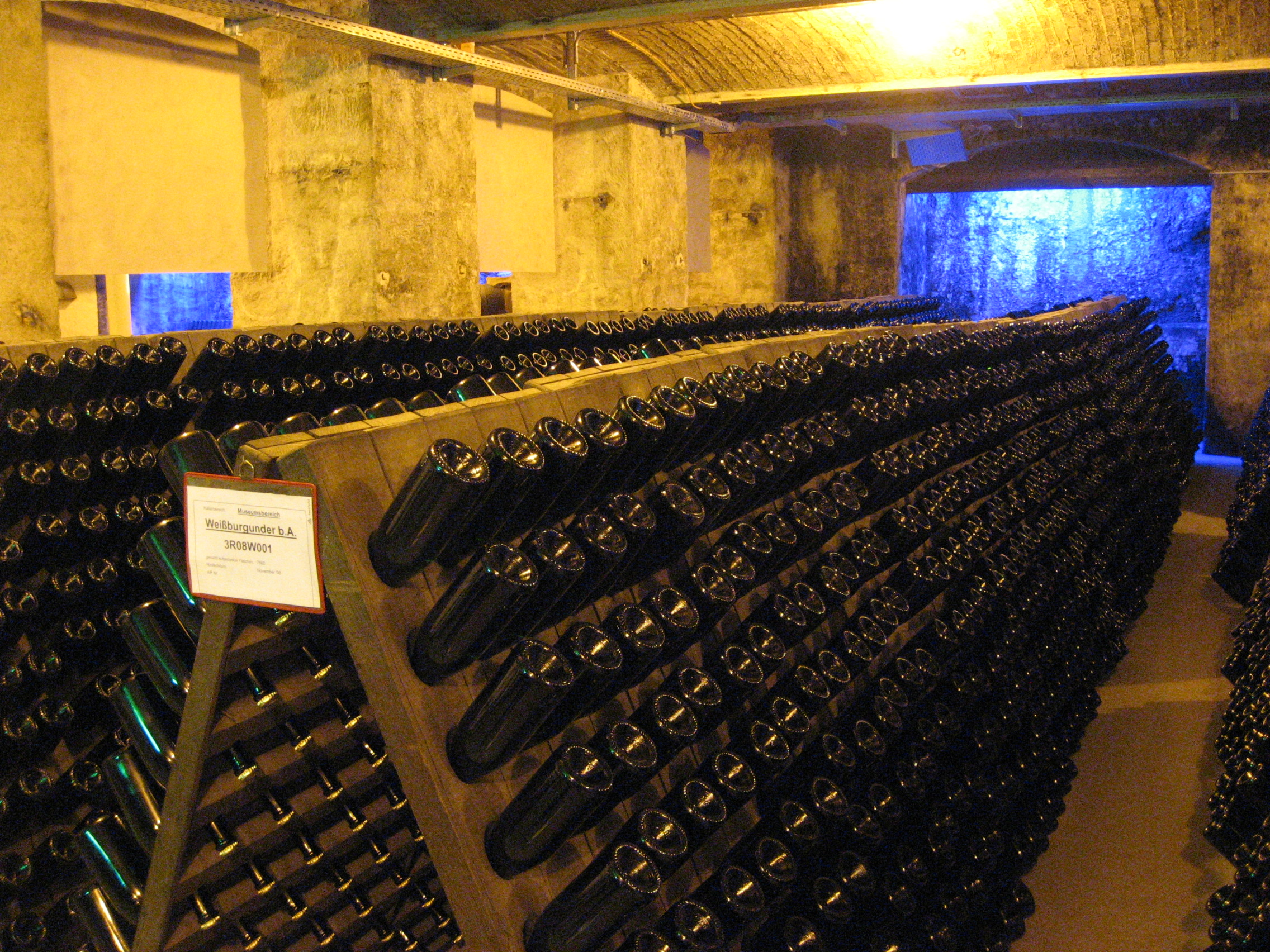
Rüttelpulte zur Herstellung von Sekt in klassischer Flaschengärung im Besucherkeller der Rotkäppchen Sektkellerei

Die Freyburger Champagner-Fabrik, die weniger erfolgreich als Kloss & Foerster war, stellte zwischen 1859 und 1862 ihren Betrieb ein. Im September 1866 kam es nach mehreren fruchtlosen Kaufverhandlungen zur Versteigerung des Unternehmens samt Fabrikgebäude, Einrichtungen und Materialien. Diese gingen nun in den Besitz von Kloss & Foerster über, man konnte aus dem Hinterhaus der Familie Kloss ausziehen und das Unternehmen vergrößern. Die Freyburger Winzer konnten schon 1867 die erforderliche Menge an Wein nicht mehr liefern, und man begann, größere Mengen von Most und Wein in Württemberg und Baden zu kaufen.
Den gewählten Markennamen „Monopol“ durften Kloss & Foerster vom 1. Oktober 1894 an nicht mehr verwenden, da das Champagnerhaus Heidsieck-Monopole in Reims direkt nach Inkrafttreten des Warenbezeichnungsgesetzes 1894 einen Rechtsstreit zum Schutz seiner seit 1846 erfolgreichen Standardmarke „Monopole“ angestrengt hatte. In dessen Ergebnis durfte nur noch Sekt von Heidsieck & Co. in Reims den Namen „Monopole“ tragen. Man wählte deshalb die schon bei „Monopol“ rote Folienkapsel der Freyburger Sekte zum Namensgeber einer neuen Marke. Das Warenzeichen „Rotkäppchen“ wurde am 20. Februar 1895 durch Kloss & Foerster angemeldet und am 15. Juli 1895 eingetragen.

### Die Rotkäppchen-Sektkellerei in der DDR

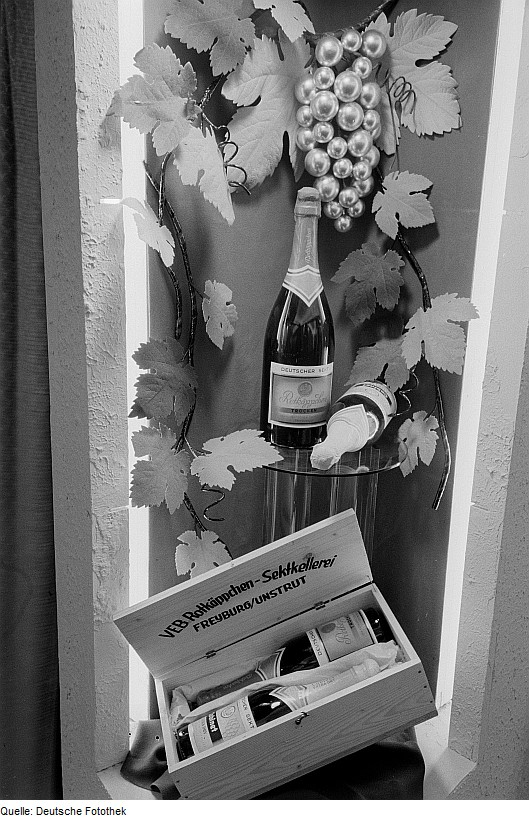
Stand des VEB Rotkäppchen-Sektkellerei auf der Leipziger Herbstmesse 1953

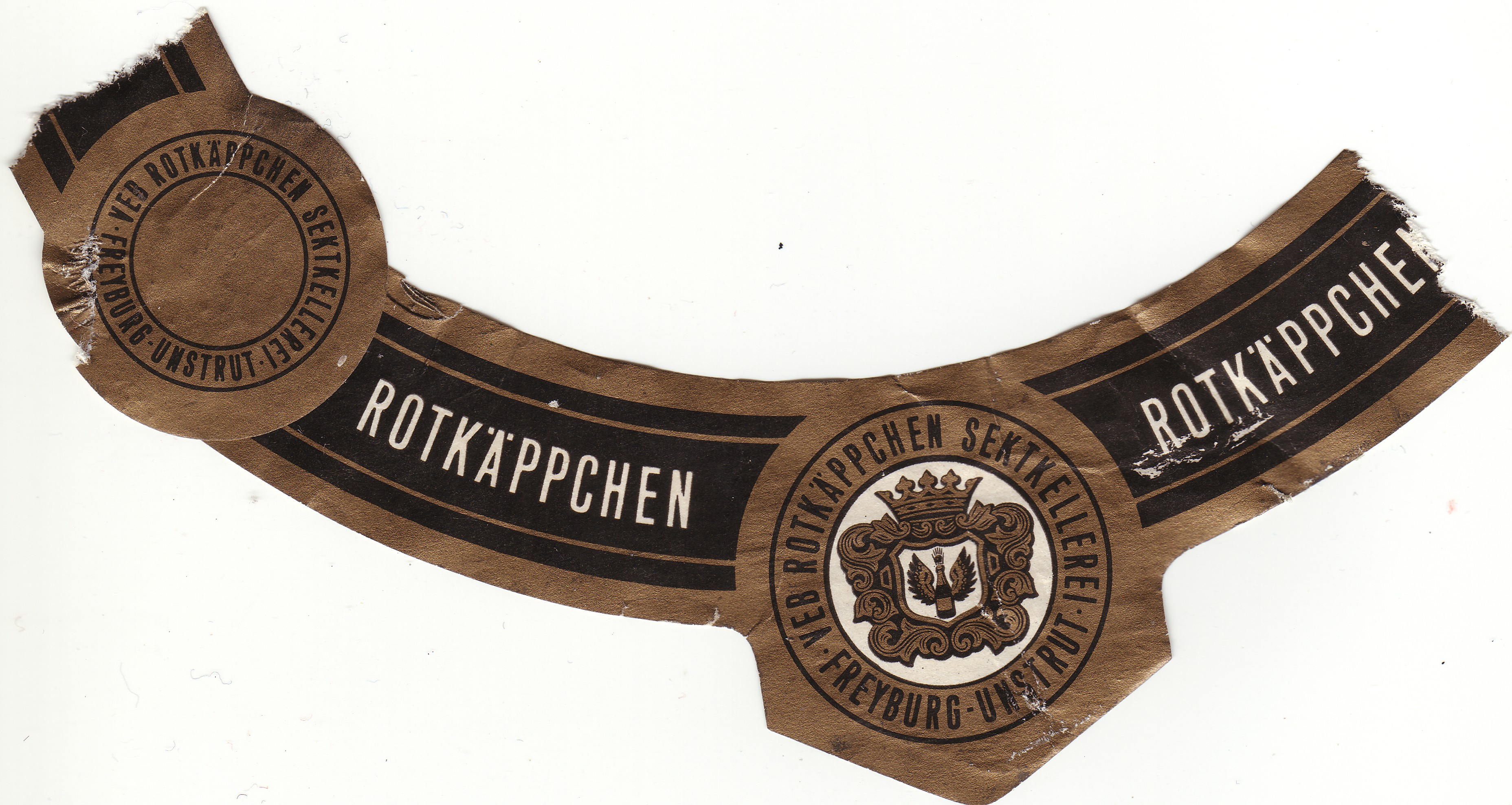
Etikett von 1979: VEB Rotkäppchen Sektkellerei Freyburg/Unstrut

Sowohl der Erste als auch der Zweite Weltkrieg trafen das Unternehmen schwer und stellten es vor existenzbedrohende Absatzprobleme, die jedoch erfolgreich abgewendet werden konnten. Nach dem Zweiten Weltkrieg wurde die Sektkellerei Kloss & Foerster mit dem Befehl Nr. 76 der Sowjetischen Militäradministration vom 18. Dezember 1945 unter Zwangsverwaltung gestellt. Am 20. Februar 1946 wurde ein Treuhänder eingesetzt. Mit der Registrierung der Enteignung im Handelsregister beim Amtsgericht Querfurt am 31. Juli 1948 war das Unternehmen in Volkseigentum überführt und hieß von nun an VEB Rotkäppchen-Sektkellerei Freyburg/Unstrut.
Günther Kloss – der Enkel des Gründers, der am 16. November 1945 von seinem Schreibtisch weg verhaftet, aber von allen Anschuldigungen freigesprochen wurde – ging in den Westen Deutschlands. Er fand 1949 eine Anstellung als Technischer Betriebsleiter bei der Sektkellerei Schultz Grünlack. 1952/53 gründete er in Rüdesheim am Rhein die Sektkellerei Kloss & Foerster neu, diese arbeitete ab 1959 eng mit der Sektkellerei Ohlig & Co. zusammen.
Der VEB Rotkäppchen-Sektkellerei Freyburg gehörte seit dem 2. Oktober 1950 zur VVB VENAG, Industriewerke Nahrung und Genußmittel Sachsen-Anhalt, seit 20. März 1951 zur Hauptabteilung III Genußmittelindustrie des Berliner Staatssekretariats. 1957 stellte die Sektkellerei ihre Produktion auf das Transvasierverfahren um (hier in der so genannten „Kupferberg-Variante“, die gemeinsam mit der Sektkellerei in Mainz erarbeitet wurde). Zum 1. Januar 1970 wurde die Sektkellerei Freyburg in den neu geschaffenen VEB Getränkekombinat Dessau eingegliedert, seit 1. Januar 1980 gehörte sie zum VEB Kombinat Spirituosen, Wein und Sekt Berlin. 1975 wurde die Forschungs- und Entwicklungsstelle des VEB Rotkäppchen-Sektkellerei zur zentralen Forschungseinrichtung für die Wein- und Sektindustrie in der DDR ernannt.

### Nach der deutschen Wiedervereinigung
In der DDR war das Unternehmen Marktführer, nach der deutschen Wiedervereinigung brach der Absatz weitgehend zusammen. Zum 30. Juni 1990 wurde der VEB Rotkäppchen-Sektkellerei unter Führung der Treuhandanstalt in eine GmbH umgewandelt und die Belegschaft von 350 auf 60 Mitarbeiter reduziert. Am 7. November 1990 schloss die Holding-Gesellschaft Mitteldeutsche Getränke GmbH mit Michael Kloss, dem die Rechte an der Marke „Rotkäppchen“ rückübertragen worden waren, einen Vertrag über den Erwerb der Marke ab. Die Übertragung auf die Rotkäppchen Sektkellerei GmbH erfolgte am 8. Oktober 1991. 1993 erfolgte ein Management-Buy-out durch die leitenden Mitarbeiter Gunter Heise, Jutta Polomski, Lutz Lange und Ulrich Wiegel zusammen mit Harald Eckes-Chantré und seinen Töchtern Petra Roller und Christina Oelbermann. In den folgenden Jahren stabilisierte sich die wirtschaftliche Lage des Unternehmens, und ein starkes Wachstum setzte ein, was im Jahr 2002 zur Gründung der Rotkäppchen-Mumm Sektkellereien führte.

## Architektur

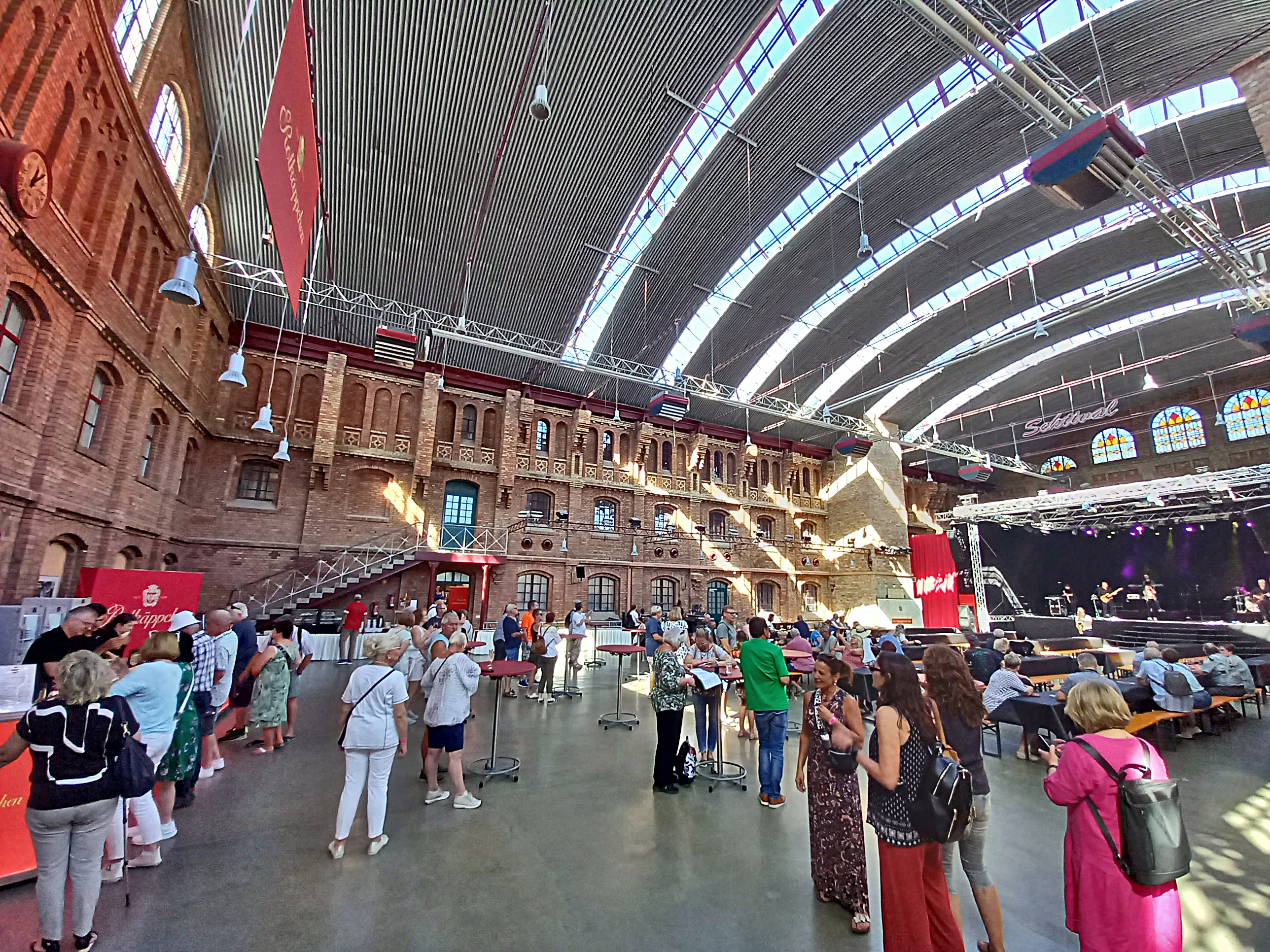
Überdachter Lichthof der Rotkäppchen Sektkellerei

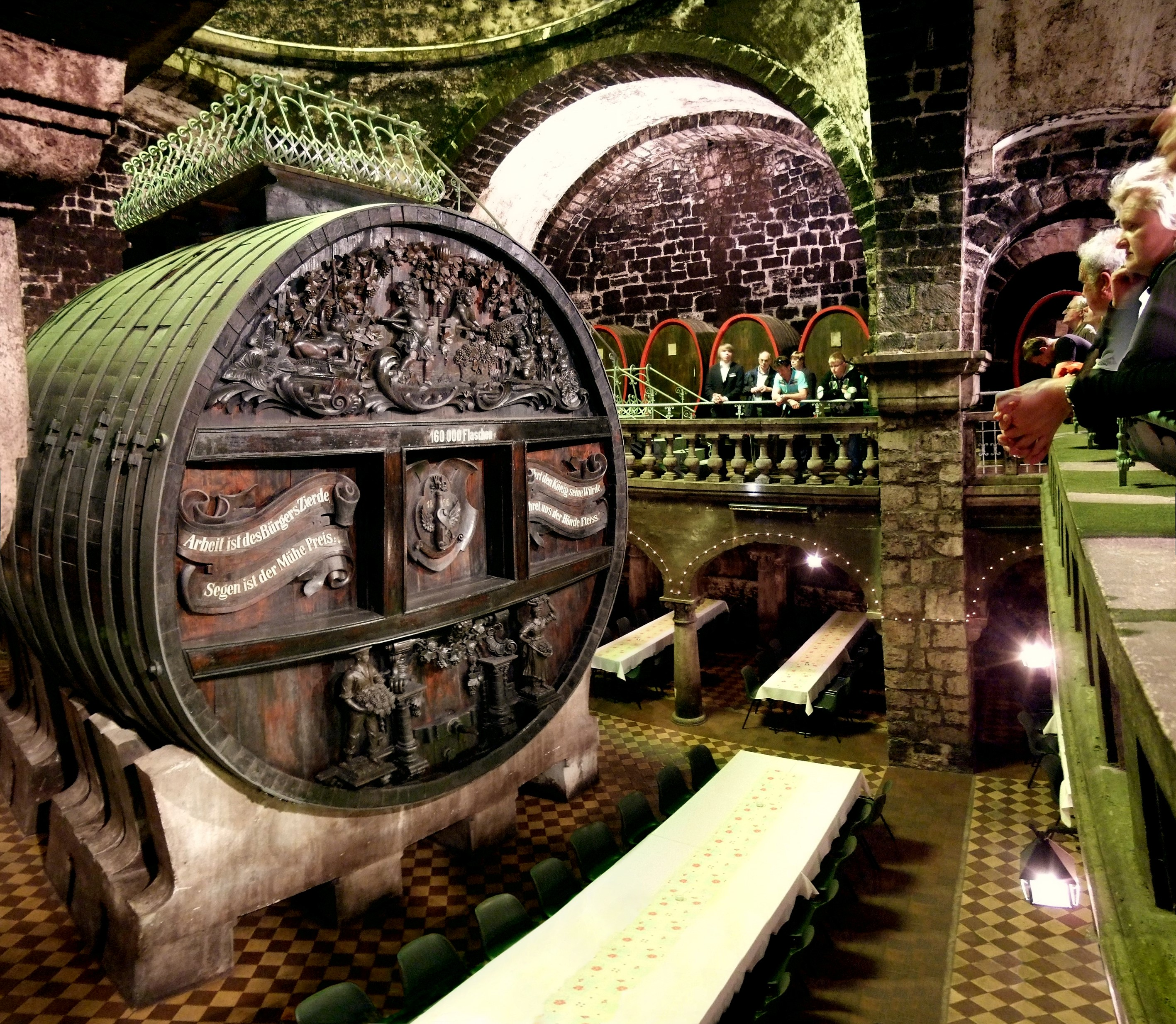
Das 120.000 Liter fassende Cuvéefass im Domkeller

Die Gebäude in der Freyburger Sektkellereistraße 5 sind ein in ihrer Vollständigkeit und architektonischen Qualität eindrucksvolles Industriedenkmal. Sie wurden ab 1856 durch die Freyburger Champagner-Fabrik und ab 1866 durch die Sektkellerei Kloss & Foerster nach und nach erbaut bzw. erweitert.
Die Hauptbauphase lag in den Jahren zwischen 1880 und 1900. Der Bau eines großen Verwaltungsgebäudes erfolgte 1889. Im Jahr 1893 wurde der Lichthof mit einem Glasdach überdacht. So entstand ein das Stadtbild prägender Komplex aus Produktionsstätte, Verwaltung, Lagerhalle, Nebengebäuden und einer Gaststätte (deren Gebäude heute nicht mehr steht) in den Formen der Neorenaissance bzw. des Neobarocks.
1896 wurde aus 25 Eichen das größte Cuvée-Weinfass Deutschlands mit einem Volumen von 120.000 Litern gebaut. Es steht im sogenannten Domkeller und ist mit wertvollen Schnitzereien verziert.

## Produkte

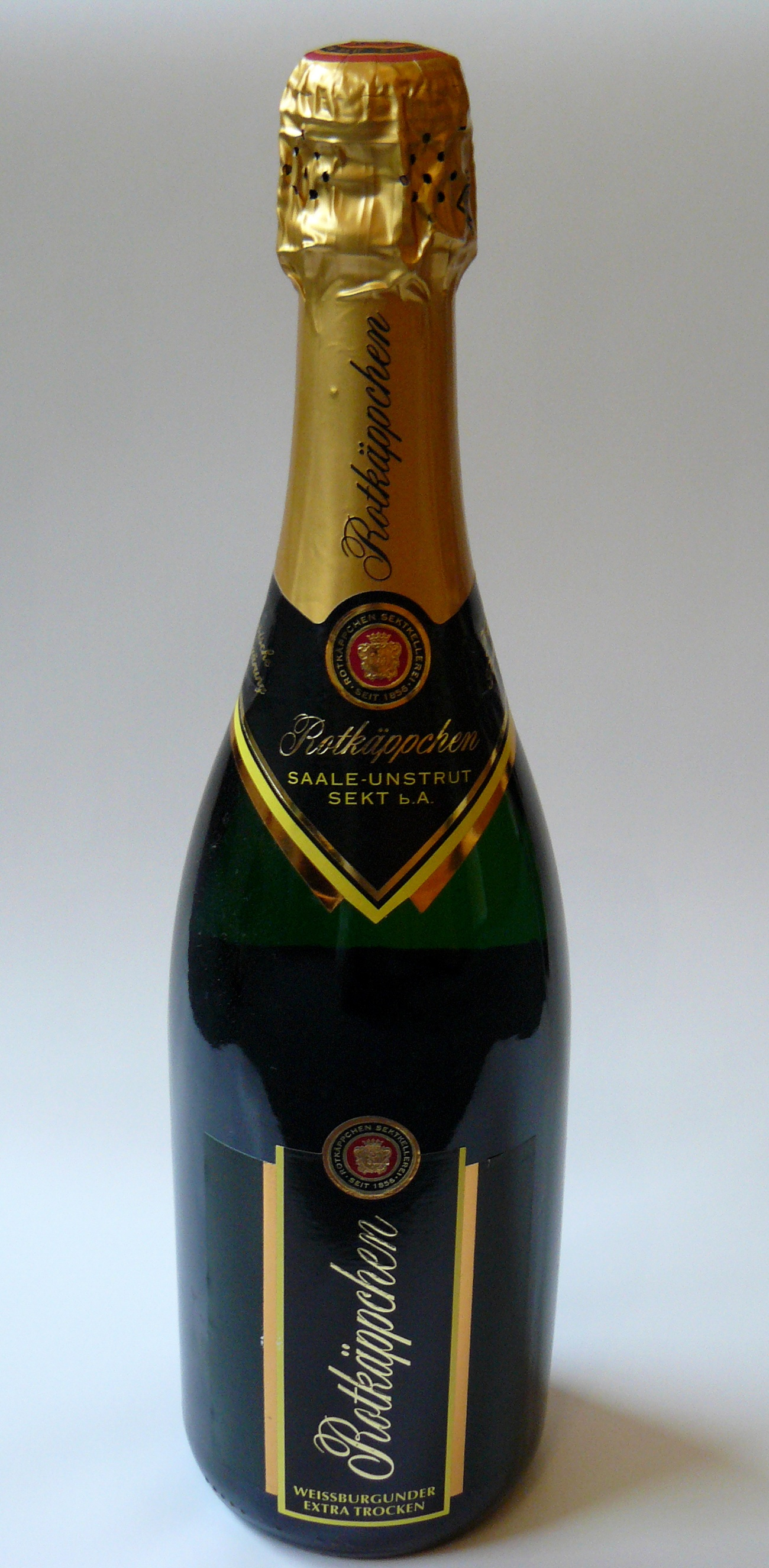
Rotkäppchen Sekt b. A., limitierte Auflage als klassische Flaschengärung

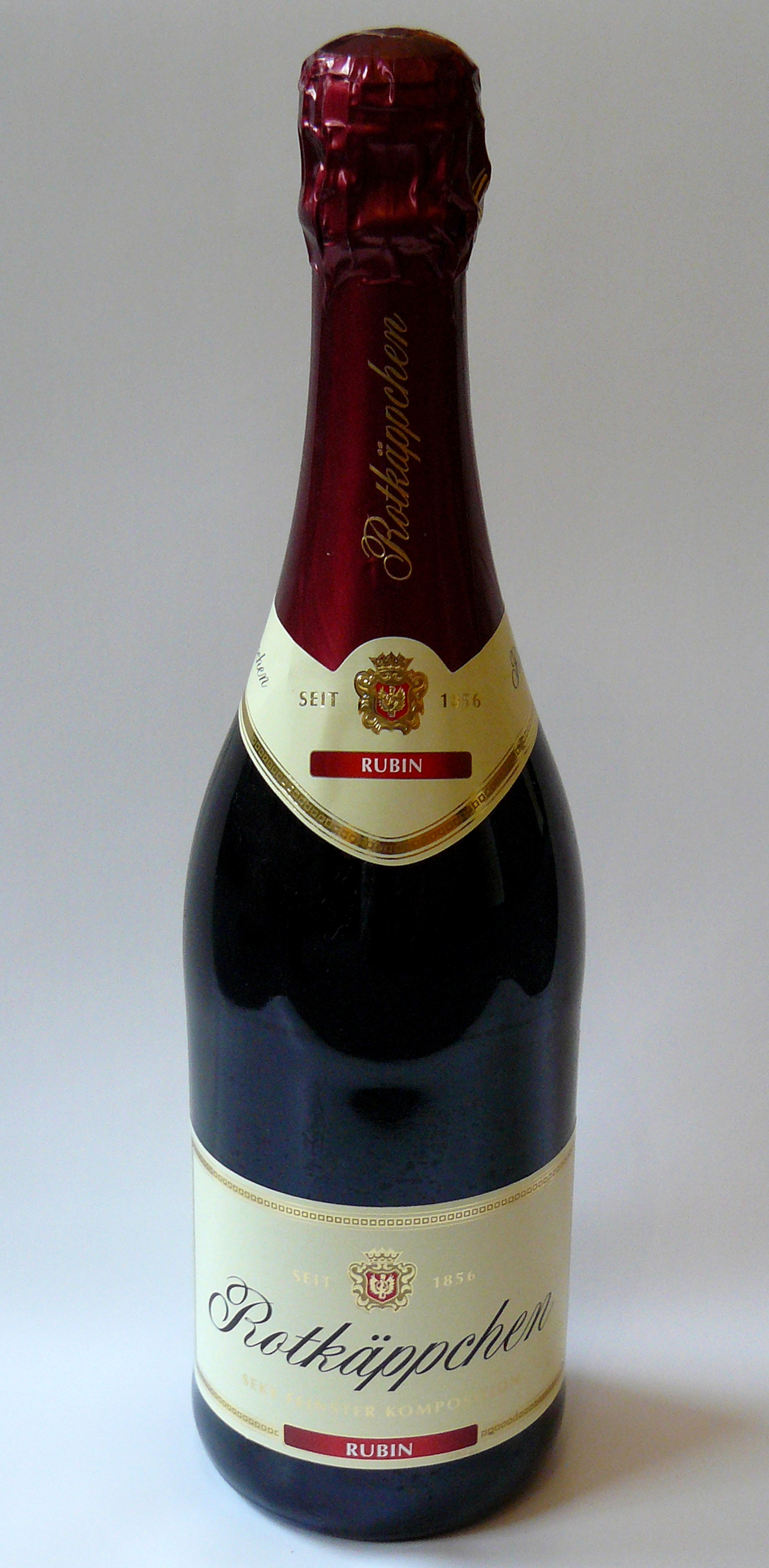
Rotkäppchen Sekt, Traditionssortiment (Tankgärung), Cuvée Rubin

Rotkäppchen Sekt war die bekannteste Sektmarke in der DDR. Nach und nach eroberte die Marke Marktanteile in ganz Deutschland. Mit einem Marktanteil von rund 36 % ist Rotkäppchen Sekt damit Marktführer des deutschen Sektmarkts.
Zu Beginn des neuen Jahrtausend erweiterte Rotkäppchen sein Sortiment auch auf Wein, weinhaltige Getränke und alkoholfreie Varianten. So erfolgte 2006 mit dem Rotkäppchen Qualitätswein der Einstieg ins Weinsegment, 2008 mit Rotkäppchen Alkoholfrei der Einstieg ins Segment Alkoholfrei und mit Rotkäppchen Fruchtsecco 2014 der Einstieg in die weinhaltigen Getränke. Seit 2020 gibt es alkoholfreien Wein und Glühwein.